# روبرت دبليو. وين
روبرت دبليو. وين (بالإنجليزية: Robert W. Winn)‏ هو سياسي أمريكي، ولد في 9 يونيو 1895 في الولايات المتحدة، وتوفي في 13 أغسطس 1948. حزبياً، نشط في الحزب الديمقراطي.